# Klaus Ebner
Klaus Ebner (Viena, 8 de agosto de 1964) é um escritor austríaco. É autor de narrações, novelas, poesia e ensaios e publicou a sua primeira colecção de contes em 2007. Ebner escreve também poemas em catalão.

## Biografia
Estudou línguas românicas e alemão, translatologia e economia europeia. Durante os anos 1980 travalhou para uma associação e uma revista literária. Depois começou as suas carreiras professionais, como a tradução, o ensino de línguas estrangeiras e a colaboração em projectos informáticos. Nos anos 1990 o autor escreveu artigos especializados e livros sobre temas de software e redes informáticas.
Desde o fim dos anos escolares escrivia relatos curtos, poesia e peças radiofónicas. Habitualmente publicou em revistas literárias e de cultura. As publicações literárias em revistas e antologias aumentaram desde 2004. Klaus Ebner é um autor de prosa narrativa, novelas, contos, ensaios e poesia. Escreve uma parte dos poemas na língua catalã. Com um subsídio do governo austríaco, escreveu um ensaio de viagem sobre Andorra em 2007.
Os seus temas preferidos são as sociedades multiculturais, as mentalidades diferentes, as línguas, os povos e as crenças. A tolerância e a aceptação representam um tema central do segundo livro Auf der Kippe. O poema ein Zettler/homem de papel foi mencionado ao Prémio Internacional de Poesia Nosside. O júri falou da "tristeza metropolitana" demostrada a través do "homem de papel que tem como alimento a solidão e como ornamento uma iludida esperança". O poema integral é assim:
| Alemão (original) | Tranducção portuguesa |
| --- | --- |
| ein Zettler krank vergessen ganz im Suff die Wagenräder sperren zäh sein Mahl besteht aus Einsamkeit garniert mit Sehnsucht nach Vergangenem betört von lauten Rufen Hoffnung wie vor langem sie verlosch | um homem de papel doente olvidado borracho as rodas estão bloqueando com tenacidade o seu alimento é a solidão a guarnição é a saudade do passado enganada por chamadas sonoras esperança que há muito tempo morreu |

Em 2008, Klaus Ebner recibiu o prémio Wiener Werkstattpreis 2007. O conto vencedor, Der Flügel Last (O peso das asas), descreve uma criança de sete anos afetada de cancro e a sua estada em hospital. O estilo narrativo está adoptando a perspectiva da menina. No ensaio Was blieb vom Weißen Ritter? (Qué quedou do cavaleiro branco?) o leitor apreende muito sobre a novela medieval catalana Tirant o Branco do valenciano Joanot Martorell. O autor amalgamou a sua experiência de leitura com feitos históricos e filológicos.
Klaus Ebner mora e trabalha em Viena e é sócio das associações de escritores austríacas Grazer Autorinnen Autorenversammlung (GAV) e Österreichischer Schriftstellerverband (ÖSV).

## Prémios
- 2008 Subsídio para a literatura do governo austríaco
- 2007 Wiener Werkstattpreis 2007, prémio principal e vencedor nas categorias conto e ensaio (Viena)
- 2007 Subsídio de viagem para a literatura do governo austríaco
- 2007 Menção ao Premio Internazionale di Poesia em (Reggio di Calabria)
- 2005 Feldkircher Lyrikpreis (Prémio de Poesia de Feldkirch) (4º)
- 2004 La Catalana de Lletres 2004, menção e publicação dum poema na antologia da convocatória (Barcelona)
- 1988 Erster Österreichischer Jugendpreis (Prémio para a Juventude) para a novela Nils
- 1984 Prémio de Peça Radiofónica da revista literária TEXTE (3º)
- 1982 Erster Österreichischer Jugendpreis (Prémio para a Juventude) para a novela curta Das Brandmal

## Obra publicada en português
- Porque (…escrevo); ensaio autobiográfico, Book on Demand, Madrid 2021, ISBN 978-84-13730288

## Obra catalã (lista parcial)
- Vestigis (Vestígios); poesia, Book on Demand, Madrid 2019, ISBN 978-84-13266435
- Blaus (Azules); poesia, Pagès Editors, Lérida 2015, ISBN 978-84-99756271
- Vermells (Vermelhos); poesia, SetzeVents Editorial, Urús 2009, ISBN 978-8492555109

## Obra alemã (lista parcial)
- Schwarzlicht (Luz negra); poesia, Book on Demand, Norderstedt 2021, ISBN 978-3-754301166
- Wortspieler (Jugador de palavras); ensaio, Book on Demand, Norderstedt 2020, ISBN 978-3-751935852
- Hominide (Hominídeo); narração, Wieser Verlag, Klagenfurt 2016, ISBN ISBN 978-3-990292068
- Andorranische Impressionen (Impressões andorranas); ensaio, Wieser Verlag, Klagenfurt 2016
- Auf der Kippe (A Pique); prosa curta, Arovell Verlag, Gosau 2008, ISBN 978-3902547675
- Lose (Lotes); minicontos, Edition Nove, Neckenmarkt 2007, ISBN 978-3852511979

## Contribuções a antologias
- Die Stadt und das Meer; ensaio, em: Reisenotizen, FAZ Verlag, Viena 2007, ISBN 978-3950229943
- Routiniert; conto, em: Sexlibris, Schreiblust Verlag, Dortmund 2007, ISBN 978-3-9808-2781-2
- Weinprobe; conto, em: Das Mädchen aus dem Wald, Lerato-Verlag, Oschersleben (RFA) 2006, ISBN 3-938882-14-X
- Das Begräbnis; conto, em: Kaleidoskop, Edition Atelier, Viena 2005, ISBN 3-902498-01-3
- El perquè de tot plegat; poesia, em: La Catalana de Lletres 2004, Cossetània Edicions, Barcelona 2005, ISBN 84-9791-098-2
- Abflug; conto, em: Gedanken-Brücken, Edition Doppelpunkt, Viena 2000, ISBN 3-85273-102-X
- Island; poema, em: Vom Wort zum Buch, Edition Doppelpunkt, Viena 1997, ISBN 3-85273-056-2
- Heimfahrt; conto, em: Ohnmacht Kind, Boesskraut & Bernardi, Viena 1994, ISBN 3-7004-0660-6
- Träume; prosa curta, em: Junge Literatur aus Österreich 85/86, Österreichischer Bundesverlag, Viena 1986, ISBN 3-215-06096-5

## Informações suplementárias
- Literarisches Leben in Österreich Nº 5, IG Autorinnen Autoren, Viena 2001, ISBN 3-900419-29-9, p. 730
- Anthologia Kaleidoskop, Ed. Eleonore Zuzak, Edition Atelier, Viena 2005, ISBN 3-902498-01-3, Informação sobre o autor p. 368
- Revista literária Lichtungen N°. 109/2007, Graz 2007, ISSN 1012-4705, Informação sobre o autor p. 114
- Revista literária Literatur und Kritik N°. 397/398, Salzburgo 2005, Informação sobre o autor p. 111
- Revista literária DUM, Biografia de Klaus Ebner
- Revista literária Neue Sirene N°. 21, Munique 2007, ISBN 978-3-00-020358-9, ISSN 0945-9995, Informação sobre o autor p. 131